# Saut en longueur sans élan

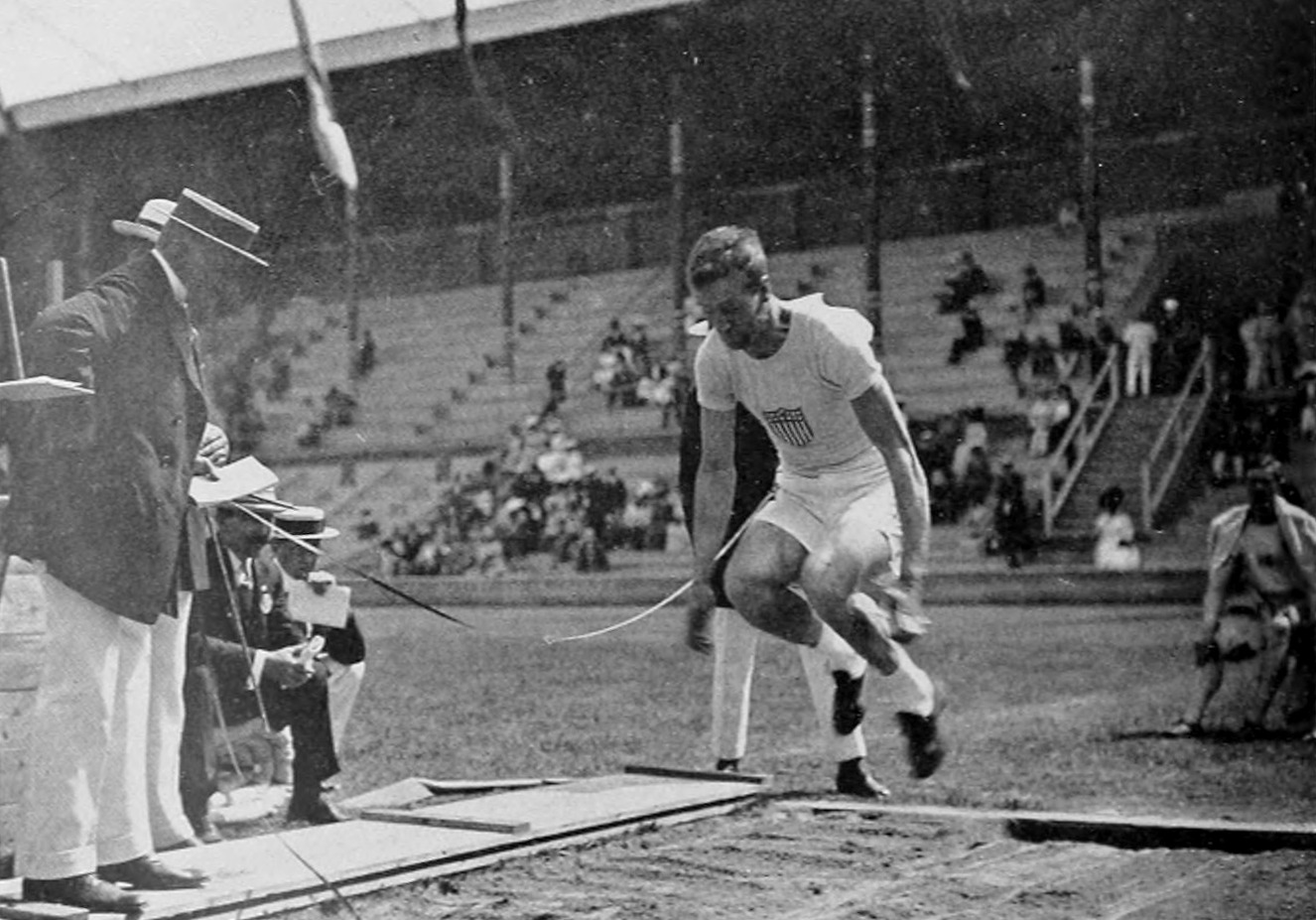
Benjamin Adams aux Jeux olympiques de 1912

Le saut en longueur sans élan est une discipline de l'athlétisme tombée en désuétude bien que reconnue discipline olympique de 1900 à 1912.
Pour son exécution, l'athlète se tient sur une ligne tracée au sol, les pieds légèrement écartés. Il décolle et atterrit en utilisant les deux pieds, en balançant les bras et en pliant les genoux pour fournir une propulsion vers l'avant.
Aux États-Unis, cet exercice est régulièrement pratiqué lors du NFL Scouting Combine par les joueurs universitaires de football américain désireux de passer dans les rangs professionnels.
L'actuel record non officiel est détenu par Byron Jones lequel a effectué un saut de 3,73 mètres lors du NFL Combine du 23 février 2015, le record officiel de 3,71 mètres ayant été réalisé par le norvégien Arne Tvervaag du club Ringerike FIK en 1968. Le record féminin est détenu par Annelin Mannes (no) (Norvège) avec 2,92 mètres à Flisa, en Norvège, le 7 Mars 1981.
Depuis 2021, il existe une fédération sportive française, la FFSSE dont le but est de faire revivre ce sport et le faire revenir aux Jeux Olympiques.

## Médaillés olympiques
- Jeux olympiques de 1900 : Ray Ewry (États-Unis, or), Irving Baxter (États-Unis, argent), Émile Torcheboeuf (France, bronze)[5]
- Jeux olympiques de 1904 : Ray Ewry (États-Unis, or), Charles King (États-Unis, argent), John Biller (États-Unis, bronze)[6]
- Jeux olympiques intercalaires de 1906 : Ray Ewry (États-Unis, or), Martin Sheridan (Belgique, argent), Lawson Robertson (États-Unis, bronze)[7]
- Jeux olympiques de 1908 : Ray Ewry (États-Unis, or), Konstantínos Tsiklitíras (Grèce, argent), Martin Sheridan (États-Unis, bronze)[8]
- Jeux olympiques de 1912 : Konstantínos Tsiklitíras (Grèce, or), Platt Adams (États-Unis, argent), Benjamin Adams (États-Unis, bronze)[9]